# Clodoaldo Gazzetta
Clodoaldo Armando Gazzetta (Campinas, 20 de setembro de 1968) é um ambientalista, professor, político e ex-prefeito de Bauru, filiado ao Partido Verde (PV).

## Biografia
Filho do bancário Clodoaldo Gazzetta e da professora bauruense Dóris Lambertini Gazzetta, mudou-se para Bauru ainda na infância, aos sete anos. Gazzetta estudou no Colégio Prevê Objetivo, vindo logo depois a se formar em Biologia pela Universidade Estadual Paulista (Unesp) em 1991. Passou a lecionar Ciências, Química, Física e Matemática na Escola Estadual Irmã Arminda Sbríssia, em Bauru. Casou-se em 1997 com Lázara Gazzetta, também bióloga, com a qual teve uma filha.
Além disso, coordenou programas e projetos estratégicos das ONG'S brasileiras Instituto Socioambiental (1997 a 2001), Fundação SOS Mata Atlântica (2001 a 2005) e Instituto Ambiental Vidágua (2005 a 2008).

## Trajetória na política
Gazzetta iniciou sua trajetória política ambiental como um dos fundadores e presidente estadual da Associação Nacional de Municípios de Meio Ambiente (1994), onde atuou nas questões de políticas ambientais. 
Foi um dos fundadores do Partido Verde (PV) na cidade em 1991. Gazzetta foi por três vezes candidato a prefeito pela legenda (1992 e 2004 e 2008 e 2012), onde obteve respectivamente 9,6%, 5,4%, 16,9% e 12,31% dos votos válidos. 
Em 1993, Gazzetta foi convidado pelo então prefeito Tidei de Lima para ser secretário de Meio Ambiente de Bauru, (1993 a 1996). Em sua gestão como secretário, inaugurou o Jardim Botânico Municipal (em 1994), iniciou os trabalhos do aterro sanitário municipal e implantou a coleta seletiva.  
Em 1994, Gazzetta foi novamente o escolhido pelo Partido Verde para disputar uma nova eleição, porém dessa vez a tentativa seria para a Câmara dos Deputados.
Em 2004, novamente disputando a prefeitura municipal pelo Partido Verde, Gazzetta não obteve êxito na corrida eleitoral, pois Tuga Angerami elegeu-se em segundo turno  (PDT) como prefeito.
Mais uma vez disputando o executivo, em 2008, ainda no Partido Verde, Gazzetta, foi o terceiro mais votado da cidade com pouco mais de 30 mil votos. A disputa foi para o segundo turno e elegeu Rodrigo Agostinho como prefeito.        
Em 2012 Gazzetta mais uma vez é referendado como candidato pelo Partido Verde. E nesse ano tem como adversário nas urnas Rodrigo Agostinho que concorre a reeleição. Com 12,31 % de votos Gazzetta fica em segundo lugar na disputa, que reelege Rodrigo Agostinho.

### Eleições municipais de 2016
Após militar 23 anos no Partido Verde (PV), Gazzetta anuncia sua saída do partido, definida ele como difícil e delicada, mas também vista por ele como a necessidade de respirar novos ares. Com o foco nas eleições municipais, filia-se ao Partido Social Democrático (PSD) Gazzetta é escolhido na convenção local para disputar a prefeitura.
Referendado pelo Partido Social Democrático para as eleições municipais, Gazzetta busca o apoio dos eventuais partidos para sua coligação e escolhe o empresário Toninho Gimenes do Partido Trabalhista Brasileiro (PTB) para disputar como vice em sua chapa. Formou a coligação "Bauru Sempre em Frente" que contou com os partidos (PP / PTB / PSB / DEM / PROS / PC do B / PSC / PEN e REDE).
Após 24 anos de disputas a prefeitura municipal, Clodoaldo Gazzetta realizou seu intento no dia 30 de outubro de 2016, quando venceu no segundo turno das eleições, com 105.791 (59,96%) dos votos válidos.

### Governo Gazzetta
Uma das propostas de Gazzetta foi transformar o Pronto-Socorro de Bauru em um Centro de Urgência para a cidade. "A marreta já fez transformações que o mundo precisava, como a derrubada do muro que separava dois povos em um mesmo país. É o símbolo de que precisamos desligar uma área do passado para poder caminhar para o futuro” disse Gazzetta em seu discurso de posse, no qual revelou esse projeto a população. 
Ainda seguindo seu plano de governo, Gazzetta pretende descentralizar a saúde pública, promover Parcerias Público-Privadas (PPP's), criação do Parque Urbano Linear, reforma no transporte público municipal e a desburocratização da gestão pública.
No final de 2019, se filiou ao Partido da Social Democracia Brasileira (PSDB) por influência do governador João Doria, ainda mantendo como base aliada o PSD, PL e PTB.